# Brücken-Hackpfüffel
Brücken-Hackpfüffel è un comune tedesco di 973 abitanti situato nel land della Sassonia-Anhalt.